# Arístides Bastidas
Arístides Bastidas is een gemeente in de Venezolaanse staat Yaracuy. De gemeente telt 23.500 inwoners. De hoofdplaats is San Pablo.